# Hastings Kamuzu Banda
Hastings Kamuzu Banda (Kasungu, 15 februari 1898 – Johannesburg, 25 november 1997), was van 1966 tot 1994 president van Malawi.
Hastings Banda werd uit protestantse ouders geboren in het district Kasungu in het Britse protectoraat Nyasaland (thans Malawi). Hij behoorde tot de Chewa-stam. Banda volgde een eerste opleiding aan de Livingstonia Mission School in Kasungu, een missieschool van de Schotse Kerk. Hij viel op vanwege zijn leergierigheid. Op dertienjarige leeftijd vertrok hij naar Zuid-Afrika om zijn opleiding aldaar voort te zetten. Onderwijl werkte hij als klerk bij een diamantmijn.
Later studeerde Banda aan een hogeschool in de Verenigde Staten waar hij in 1923 afstudeerde. Hij studeerde nadien medicijnen in Edinburgh en promoveerde in 1941 tot doctor in de geneeskunde. Banda werd voorman van de Afrikaanse nationalisten uit Nyasaland en hij werd in de jaren 50 tot voorzitter Nyasaland African Congress (NAC) gekozen.

## Politiek
Banda, die fel gekant was tegen de in 1953 opgerichte Federatie van Rhodesië en Nyasaland, vertrok in 1953 vanuit het Verenigd Koninkrijk naar Ghana. In 1958 keerde hij naar Nyasaland terug en werd leider van de Afrikaanse nationalisten aldaar. Hastings Banda werd echter opgepakt en door de Britse autoriteiten veroordeeld tot een celstraf. In 1960 kwam Banda vrij, waarna hij zijn campagne tegen de federatie hervatte en streefde naar een onafhankelijk Nyasaland. Hij vormde de Nyasaland African Congress om tot een politieke partij, de Malawi Congress Party (MCP). De verkiezingen voor de Wetgevende Vergadering van Nyasaland mondden uit in een zege voor de MCP.
Na de ontbinding van de Federatie van Rhodesië en Nyasaland in december 1963, werd Banda premier van Nyasaland, dat autonoom werd onder de naam Malawi. Op 6 juli 1964 werd Malawi een onafhankelijk koninkrijk met de Britse koningin Elizabeth II als koningin van Malawi. Banda bleef premier. Op 6 juli 1966 werd Malawi echter een republiek met Banda als president. In 1971 liet hij zich uitroepen tot president voor het leven.
Tijdens zijn presidentschap knoopte Banda diplomatieke betrekkingen aan met het apartheidsbewind in Zuid-Afrika, eerst op consulair niveau, later, vanaf januari 1968, op ambassadeniveau. In 1969 knoopte hij eveneens betrekkingen aan met Portugal, dat toen nog een aantal koloniën had in Afrika. Banda's erkenning van het apartheidsbewind in Zuid-Afrika en zijn weigering om apartheid te veroordelen (1969) leidden tot veel onbegrip binnen de Organisatie voor Afrikaanse Eenheid.
Na enige tijd ontpopte Banda zich als een autoritair staatshoofd. Hij maakte van Malawi een eenpartijstaat met de MCP als enige toegestane partij. Hij verbood iedere kritiek op zijn regime en maakte van de pers een werktuig. Banda voerde enige eigenaardige wetten in, zoals het verbod op lang haar voor mannen en het verbod voor vrouwen om broeken te dragen. Ook deed de televisie pas in de jaren negentig haar intrede in Malawi, omdat Banda daar niets van moest hebben. Banda beschikte over dertien staatsresidenties, verspreid over het hele Midden-Afrikaanse land.
Hastings Banda, die zelf een klassieke opleiding had genoten (hij was zeer geleerd en sprak en las vloeiend Engels, Frans, Hebreeuws, Latijn en Grieks), liet de Kamuzu-Academie oprichten, waar leerlingen een klassieke opleiding konden volgen. Dit onderwijsinstituut geldt als een van de beste in Afrika. Banda profileerde zichzelf met bijnamen als "Nhgwazi" (Veroveraar) en "de beste boer van Malawi".
Aan het begin van de jaren negentig nam de kritiek op het beleid van Banda toe. In een herderlijk schrijven lieten de bisschoppen van de Rooms-Katholieke Kerk in Malawi weten dat Banda nodig democratische hervormingen moest doorvoeren. Illegale liberale partijen spraken openlijk voor het herstel van de democratie. In 1993 stond Banda de vorming van partijen naast zijn MCP toe en bij de presidentsverkiezingen van 1994 werd hij verslagen door Bakili Muluzi van het oppositionele United Democratic Front (Verenigd Democratisch Front). Banda was op het moment van die presidentsverkiezingen 95 jaar en daarmee het oudste staatshoofd ter wereld.
Hastings Kamuzu Banda overleed op 25 november 1997 in een ziekenhuis in Zuid-Afrika, op 99-jarige leeftijd.